# Teodor Currentzis
Teodor Currentzis (grec: Θεόδωρος Κουρεντζής)  (Atenes, 24 de febrer de 1972) és un director, músic i actor grec-rus.
Currentzis va néixer a Atenes i als 4 anys va començar a prendre classes de piano. Als set anys va començar les classes de violí. Va ingressar al Conservatori Nacional d'Atenes als 12 anys al departament de violí. El 1987, als 15 anys, va començar els estudis de composició amb el professor George Hadjinikos i, després, el 1989 amb el professor B. Shreck. Del 1994 al 1999, Currentzis va estudiar direcció al Conservatori Estatal de Sant Petersburg amb Ilya Musin.
Del 2004 al 2010, Currentzis va exercir com a director principal del Teatre d'Opera i Ballet de Novosibirsk, on el 2004 va fundar l'Orquestra MusicAeterna i més tard el Chorus MusicAeterna. Des del febrer de 2011, Currentzis és el director musical del Teatre de l'Operapera i el Ballet de Perm, on va reunir els seus dos grups MusicAeterna.
Currentzis es va convertir en director principal convidat de l' Orquestra Simfònica de la Ràdio del Sud-oest d'Alemanya el 2011. L'abril de 2017, la SWR va anunciar el nomenament de Currentzis com a primer director en cap de la SWR Symphonieorchester (l'orquestra successora de l'Orquestra Simfònica de la Ràdio del Sud-oest d'Alemanya), efectiva amb la temporada 2018-2019.
Fora de la música, el 2009, Currentzis va actuar a la pel·lícula Dau d'Ilya Khrzhanovsky (rus: Дау) basat en la biografia del físic Lev Landau.

## Premis
Currentzis ha guanyat el Premi Nacional de Teatre Màscara d'Or nou vegades:
- 2007: Premis especials del jurat del teatre musical per la Ventafocs de Sergei Prokofiev.
- 2008: Premi especial del jurat del teatre musical per assoliments impressionants en autenticitat musical a Le Nozze di Figaro de Wolfgang Amadeus Mozart.
- 2011: Millor director d'òpera per a Wozzeck d'Alban Berg al teatre Bolshoi.[3]
- 2013: Millor Director d'una òpera de Mozart 's Così fan tutte
- 2013: Millor director d'orquestra d'un ballet per a Chout de Sergei Prokofiev
- 2015: Millor director d'òpera per a The Indian Queen, de Henry Purcell
- 2017: Millor director d'òpera per La Traviata de Giuseppe Verdi
- 2018: Millor director d'orquestra d'un ballet per a la Ventafocs de Sergei Prokofiev
- 2018: Premis especials del jurat de teatre musical per Cantos, l'òpera d' Aleksey Syumak

## Produccions
- 2004/05 - Aida de Giuseppe Verdi dirigida per Dmitri Tcherniakov .
- 2005/06 - concert i disc de CD de Dido i Enees d ' Henry Purcell.
- 2006/07 - Mozart 's Le Nozze di Figaro dirigida per Tatjana Gürbaca .
- 2006/07 - Lady Macbeth de Mtsensk, de Dmitri Shostakovich, dirigida per Henrich Baranovsky.
- 2007 - Ventafocs de Sergei Prokofiev.
- 2008/09 - Macbeth de Giuseppe Verdi dirigit per Dmitri Tcherniakov al Teatre de l' Operapera i Ballet de Novosibirsk i l'Oppera Bastilla.
- 2009/10 - Wozzeck d' Alban Berg dirigit per Dmitri Tcherniakov al Teatre Bolxoi.
- 2009/10 - Don Giovanni de Mozart dirigit per Dmitri Tcherniakov al Teatre Bolshoi i al Festival d'Aix-en-Provence.
- 2010: The Passenger at the Bregenzer Festspiele , de Mieczysław Weinberg, dirigida per David Pountney .
- 2010 - El rèquiem d' Alexei Siumak al teatre d'art de Moscou .
- 2011 - Mozart 's Così fan tutte al Perm Opera i Ballet .
- 2012 - Txaikovski 's Iolanta i Stravinsky ' s Persèfone al Teatro Real, Madrid.
- 2012 - Macbeth de Verdi a l'Operapera Estatal de Baviera, Múnic.
- 2012 - Chout de Sergei Prokofiev.
- 2013 - La reina índia de Purcell al teatre d'òpera i ballet de Perm amb coproducció de Teatro Real i English National Opera.
- 2014 - Nosferatu de Dmitry Kurlyandsky al Teatre de l' Permpera i el Ballet de Perm.[4]
- 2014 - Don Giovanni de Mozart al Perm Opera and Ballet Theatre .
- 2015 - Orango de Dmitri Xostakóvitx al Festival Diaghilev.
- 2016 - La Traviata de Giuseppe Verdi dirigida per Robert Wilson al Perm Opera and Ballet Theatre .
- 2017 - Mozart 's La clemenza di Tito al Festival de Salzburg
- 2018 - Jeanne d'Arc au bûcher d' Arthur Honegger al Festival Diaghilev.
- 2018 - La Ventafocs de Sergei Prokofiev al Perm Opera and Ballet Theatre .
- 2018 - Cantos d' Alexey Symak al Teatre de l' Operapera i el Ballet de Perm .

## Discografia
- Purcell: Dido i Enees (Alpha, 2008)
- Mozart: Rèquiem (Alpha, 2011)
- Xostakóvitx: simfonia núm. 14 (Alfa, 2011)
- Xostakóvitx: Concerts per a piano ; Sonata per a violí i piano (Harmonia Mundi, 2012)
- Mozart: Le Nozze di Figaro (Sony Classical, 2014)
- Rameau: el so de la llum (Sony Classical, 2014)
- Mozart: Così fan tutte (Sony Classical, 2014)
- Stravinsky: Le Sacre du printemps (Sony Classical, 2015)
- Txaikovski: Concert per a violí, Stravinsky: Les noces (Sony Classical, 2016)
- Mozart: Don Giovanni (Sony Classical, 2016)
- Artyomov : Symphony Gentle Emanation (Art diví, 2016)
- Txaikovski: simfonia núm. 6 (Sony Classical, 2017)
- Mahler: Simfonia núm. 6 (Sony Classical, 2018)
- Beethoven: Simfonia núm. 5 (Sony Classical, 2020)

## Filmografia
- Iolanta / Perséphone (Teatre Real, 2012)
- Purcell: The Indian Queen (Sony Classical, 2015)
- Dau : Lev Landau (Ilya Khrzhanovsky, 2019)